# 12 fantasie per viola da gamba sola

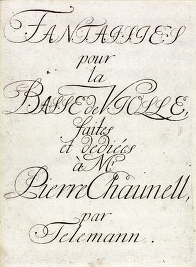
Frontespizio di 12 fantasie per viola da gamba sola

La raccolta di dodici fantasie per viola da gamba sola scritta da Georg Philipp Telemann (TWV 40:26–37) fu pubblicata ad Amburgo nel 1735 con il titolo Fantaisies pour la Basse de Violle. La raccolta era ritenuta perduta finché nel 2015 fu ritrovato un esemplare in una collezione privata; nello stesso anno fu quindi pubblicata da Edition Güntersberg e incisa dal gambista Thomas Fritzsch.

## Storia
Telemann stampò le fantasie per viola da gamba nella propria casa editrice ad Amburgo nel 1735. Scelse il sistema dell'autopubblicazione, vendendo per sottoscrizione; la lista dei sottoscrittori elenca acquirenti da Amsterdam, Londra e Parigi. I sottoscrittori delle fantasie per viola da gamba avevano diritto a uno sconto del 20%.  Queste fantasie fanno parte delle raccolte scritte da Telemann per uno strumento non accompagnato, di cui esiste inoltre un ciclo di 12 per flauto traverso (1732/33), 12 per violino (1735) e 36 per clavicembalo (1732–33).
Sulla base delle ricerche del musicologo francese François-Pierre Goy, le fantasie, che si credevano perdute, furono ritrovate nel 2015 nell'Archivio di Stato della Bassa Sassonia a Osnabrück.
L'archivio conservava una copia completa della musica stampata da Telemann nel 1735 proveniente dalla collezione privata del Castello di Landenburg, oggi detta Collezione Landenburg.
Le fantasie sono state pubblicate nel 2016 da Edition Güntersberg insieme a un facsimile della stampa originale di Telemann. Dopo la scoperta, le fantasie sono state eseguite dal gambista Thomas Fritzsch, che è anche musicologo e insegnante all'Università di Lipsia. Fritzsch le ha suonate per la prima volta dopo la scoperta in due concerti all'interno del ventitreesimo Magdeburger Telemann-Festtage il 19 e il 20 marzo 2016, proseguendo con l'incisione (nell'abbazia di Zscheiplitz) e la presentazione dell'edizione.

## La musica
La raccolta è così composta:
1. Fantasia in do minore (Adagio – Allegro – Adagio – Allegro)[13][14]
2. Fantasia in re maggiore (Vivace – Andante – Vivace Presto)
3. Fantasia in mi maggiore (Largo – Presto – Vivace)
4. Fantasia in fa maggiore (Vivace – Grave – Allegro)
5. Fantasia in si bemolle maggiore (Allegro – Largo – Allegro)
6. Fantasia in sol maggiore (Scherzando – Dolce – Spirituoso)
7. Fantasia in sol minore (Andante – Vivace – Allegro)
8. Fantasia in la maggiore (Allegro – Vivace – Allegro)
9. Fantasia in do maggiore (Presto – Grave – Allegro)
10. Fantasia in mi maggiore (Dolce – Allegro – Dolce – Allegro Siciliana Scherzando)
11. Fantasia in re minore (Allegro – Grave – Allegro)
12. Fantasia in mi bemolle maggiore (Andante – Allegro – Vivace)

Dal momento che la viola da gamba al tempo di Telemann stava perdendo attrattiva, il compositore ha dovuto scrivere con grande fantasia per invogliare i compratori. Un recensore della Gramophone ha scritto: "Telemann presenta una cornucopia di accordi spezzati, scrittura contrappuntistica e monodica, passaggi tecnici e anche qualche pizzicato; troviamo inoltre cenni della lotta stilistica del periodo fra stile galante e stile fugato".

## Esecuzioni, arrangiamenti e incisioni
Le fantasie dopo la riscoperta sono state eseguite internazionalmente, in particolare nel 2017, quando ricorrevano i 250 anni della morte del compositore. La flautista Monika Mandelartz le ha arrangiate per il proprio strumento affermando che sono "pezzi musicalmente ricchi, complessi, sebbene non immediatamente comprensibili da parte dell'esecutore".
Jonathan Dunford le ha registrate in due cd, il primo nell'aprile 2016, il secondo nel maggio successivo, e ne ha suonato alcuni pezzi in conferenze per France Musique nel luglio 2016. Nel 2017 le fantasie sono state registrate da Robert Smith. Un recensore del The Guardian ha notato il "livello stupefacente" delle composizioni il cui carattere passa dalla "gioia contagiosa" alla "più profonda disperazione" e afferma che l'esecutore "naviga in ogni pezzo con acuta musicalità, tessendo sempre una linea coerente e magnificamente sonora attraverso la ricca inventiva di Telemann".

## Premi
Fritzsch ha vinto il premio Echo Klassik 2017 nella categoria Welterstaufführung (prima esecuzione mondiale) per la sua incisione delle fantasie.

## Edizione
- Günter von Zadow, Thomas Fritzsch (a cura di),  Telemann, Zwölf Fantasien für Viola da Gamba solo, 40:26-37, VdG, Moderne Ausgabe und Faksimile., Edition Güntersberg, 2016, ISMN 979-0-50174-281-3.